# Saint-Cyr-en-Bourg
Saint-Cyr-en-Bourg era una comuna francesa que estaba situada en el departamento de Maine y Loira, de la región de Países del Loira que el 1 de enero de 2019 pasó a formar parte de la comuna nueva de Bellevigne-les-Châteaux como comuna delegada.

## Demografía
| Gráfica de evolución demográfica de Saint-Cyr-en-Bourg entre 1800 y 2016 |
|                                                                          |

Los datos demográficos contemplados en este gráfico de la comuna de Saint-Cyr-en-Bourg se han cogido de 1800 a 1999 de la página francesa EHESS/Cassini, y los demás datos de la página del INSEE.